# Пшов (Пољска)
Пшов (пољ. Pszów) је град у Пољској у Војводству Шлеском у Повјату wodzisławski. Према попису становништва из 2011. у граду је живело 14.418 становника.

## Становништво
Према прелиминарним подацима са пописа, у граду је 2011. живело 14.418 становника.
| 2002.  | 2011.  | 2012.  |
| ------ | ------ | ------ |
| 14.185 | 14.418 | 14.269 |